# BRIT Awards/International Male Solo Artist
Der BRIT Award for International Male Solo Artist wurde von 1989 bis 2021 von der British Phonographic Industry (BPI) im Rahmen der jährlichen BPI Awards (später: BRIT Awards) verliehen. Der Award wurde an internationale männliche Künstler verliehen. Er entstand aus dem ursprünglichen International Artist-Award, der sowohl an männliche als auch weibliche Künstler sowie Musikgruppen verliehen wurde. Die Trennung der Geschlechter wurde für die BRIT Awards 2022 wieder aufgehoben, um auch nicht-binäre Künstler auszeichnen zu können. Dementsprechend wurde die Kategorie gestrichen und durch den Best International Artist of the Year ersetzt.
Die Gewinner und Nominierten werden von einem Komitee bestehend aus über eintausend Mitgliedern gewählt. Das Wahlkomitee besteht aus verschiedenen Mitarbeitern von Plattenfirmen und Musikzeitschriften, Manager und Agenten, Angehörigen der Medien sowie vergangene Gewinner und Nominierte.

## Übersicht
| Jahr | Gewinner           | Nominierte                                                           |
| ---- | ------------------ | -------------------------------------------------------------------- |
| 1989 | Michael Jackson    | - Terence Trent D'Arby - Alexander O’Neal - Prince - Luther Vandross |
| 1990 | nicht vergeben     | nicht vergeben                                                       |
| 1991 | Michael Hutchence  | - Jon Bon Jovi - MC Hammer - Prince - Paul Simon                     |
| 1992 | nicht vergeben     | nicht vergeben                                                       |
| 1993 | nicht vergeben     | nicht vergeben                                                       |
| 1994 | Lenny Kravitz      | - Terence Trent D'Arby - Billy Joel - Meat Loaf - Neil Young         |
| 1995 | Prince             | - Bryan Adams - Youssou N'Dour - Luther Vandross - Warren G          |
| 1996 | Prince             | - Coolio - Lenny Kravitz - Meat Loaf - Neil Young                    |
| 1997 | Beck               | - Bryan Adams - Babyface - Robert Miles - Prince                     |
| 1998 | Jon Bon Jovi       | - Coolio - LL Cool J - Sash! - DJ Shadow                             |
| 1999 | Beck               | - Eagle-Eye Cherry - Neil Finn - Pras - Will Smith                   |
| 2000 | Beck               | - Eminem - Ricky Martin - Moby - Will Smith                          |
| 2001 | Eminem             | - Wyclef Jean - Ronan Keating - Ricky Martin - Sisqó                 |
| 2002 | Shaggy             | - Ryan Adams - Dr. Dre - Bob Dylan - Wyclef Jean                     |
| 2003 | Eminem             | - Beck - Moby - Nelly - Bruce Springsteen                            |
| 2004 | Justin Timberlake  | - 50 Cent - Beck - Sean Paul - Damien Rice                           |
| 2005 | Eminem             | - Usher - Tom Waits - Kanye West - Brian Wilson                      |
| 2006 | Kanye West         | - Beck - Jack Johnson - John Legend - Bruce Springsteen              |
| 2007 | Justin Timberlake  | - Beck - Bob Dylan - Jack Johnson - Damien Rice                      |
| 2008 | Kanye West         | - Michael Bublé - Bruce Springsteen - Timbaland - Rufus Wainwright   |
| 2009 | Kanye West         | - Beck - Neil Diamond - Jay-Z - Seasick Steve                        |
| 2010 | Jay-Z              | - Michael Bublé - Eminem - Seasick Steve - Bruce Springsteen         |
| 2011 | CeeLo Green        | - Eminem - David Guetta - Bruce Springsteen - Kanye West             |
| 2012 | Bruno Mars         | - Ryan Adams - Bon Iver - Aloe Blacc - David Guetta                  |
| 2013 | Frank Ocean        | - Michael Bublé - Gotye - Bruce Springsteen - Jack White             |
| 2014 | Bruno Mars         | - Drake - Eminem - John Grant - Justin Timberlake                    |
| 2015 | Pharrell Williams  | - Beck - Hozier - John Legend - Jack White                           |
| 2016 | Justin Bieber      | - Drake - Father John Misty - Kendrick Lamar - The Weeknd            |
| 2017 | Drake              | - Bon Iver - Leonard Cohen - Bruno Mars - The Weeknd                 |
| 2018 | Kendrick Lamar     | - Beck - Childish Gambino - Drake - DJ Khaled                        |
| 2019 | Drake              | - Eminem - Shawn Mendes - Travis Scott - Kamasi Washington           |
| 2020 | Tyler, the Creator | - Burna Boy - Dermot Kennedy - Post Malone - Bruce Springsteen       |
| 2021 | The Weeknd         | - Burna Boy - Childish Gambino - Bruce Springsteen - Tame Impala     |

## Statistik
| Nominations | Artist               |
| ----------- | -------------------- |
| 10          | Beck                 |
| 8           | Eminem               |
| 7           | Bruce Springsteen    |
| 5           | Drake                |
| 5           | Prince               |
| 5           | Kanye West           |
| 3           | Michael Bublé        |
| 3           | Bruno Mars           |
| 3           | Justin Timberlake    |
| 3           | The Weeknd           |
| 2           | Bryan Adams          |
| 2           | Ryan Adams           |
| 2           | Bon Iver             |
| 2           | Jon Bon Jovi         |
| 2           | Burna Boy            |
| 2           | Childish Gambino     |
| 2           | Coolio               |
| 2           | Terence Trent D'Arby |
| 2           | Bob Dylan            |
| 2           | David Guetta         |
| 2           | Jay-Z                |
| 2           | Wyclef Jean          |
| 2           | Jack Johnson         |
| 2           | Lenny Kravitz        |
| 2           | Kendrick Lamar       |
| 2           | John Legend          |
| 2           | Ricky Martin         |
| 2           | Meat Loaf            |
| 2           | Moby                 |
| 2           | Damien Rice          |
| 2           | Will Smith           |
| 2           | Seasick Steve        |
| 2           | Luther Vandross      |
| 2           | Jack White           |
| 2           | Neil Young           |

| Awards | Künstler          |
| ------ | ----------------- |
| 3      | Beck              |
| 3      | Eminem            |
| 3      | Kanye West        |
| 2      | Drake             |
| 2      | Bruno Mars        |
| 2      | Prince            |
| 2      | Justin Timberlake |